# Aalborg Cykle-Ring
Aalborg Cykle-Ring er en dansk cykelklub med base i Aalborg, og klubhus på Forchhammersvej. Klubben blev grundlagt den 21. januar 1927, efter en sammenlægning af Aalborg Cycle-Klub/Aalborg Bicycle Klub (stiftet 12. juni 1885), Aalborg Cykle-Klub (stiftet 9. juli 1905) og Aalborg Cykleklub af 1923 (stiftet 23. juni 1923).
Klubben er blandt andet medarrangør af løbsserien 3 Dage i Nord, og har været arrangør af DM i holdløb 2021 samt DM i landevejscykling 2022, 2023 og 2025.

## Team Aalborg Talent-Sparekassen Danmark

### Truppen 2025
| Trup 2025                | Trup 2025          | Trup 2025                   | Trup 2025 |
| Rytter                   | Fødselsdag         | Seneste hold                |           |
| ------------------------ | ------------------ | --------------------------- | --------- |
| Anton Paaske Frederiksen | 24. september 2008 | Kolding Bicycle Club (2024) |           |
| Noah Sonnich Gadeberg    | 25. februar 2007   | Holstebro Cykle Club (2023) |           |
| Jacob Kvistgaard         | 22. august 2007    | Give Cykelklub (2023)       |           |
| Rasmus Lindholt Leyni    | 4. marts 2007      | Aalborg Cykle-Ring (2023)   |           |
| Johannes Mejlhede Holst  | 2008               | Silkeborg IF Cykling (2024) |           |
| Patrick Naursgaard       | 6. juni 2007       | Holstebro Cykle Club (2023) |           |
| Oliver Bjørn Olesen      | 19. juli 2007      | Silkeborg IF Cykling (2023) |           |
| Tobias Sørensen          | 20. november 2008  | Thy Cykle Ring (2024)       |           |
| Mads Væring              | 19. oktober 2008   | Holstebro Cykle Club (2024) |           |
|                          |                    |                             |           |
| Kilde: ProCyclingStats   |                    |                             |           |